# Argia (goélette)
Pour les articles homonymes, voir Argia et Argie.
Le Argia est une goélette à deux mâts à hunier aurique construit en 1986 pour être utilisé comme navire de tourisme et d'affrètement. Son port d'attache est Mystic au Connecticut : elle fait partie de la flotte du musée maritime de Mystic Seaport.

## Historique
Argia navigue pendant les mois de mai à octobre. Il s'agit d'une réplique d'une goélette du XIXe siècle, conçue et construite par le capitaine Frank Fulchiero. Celui-ci a nommé le bateau d'après Argie fille d'Adraste, la nymphe des eaux du Tibre à Rome.
Il transporte jusqu'à 49 passagers sur les eaux de Fishers Island Sound pour des croisières de deux à trois heures à la journée, des charters et des programmes de sciences marines et d'écologie côtière ,. Le programme d'écologie côtière utilise diverses techniques d'échantillonnage et de test pour fournir aux étudiants une meilleure compréhension des écosystèmes marins et côtiers.